# باشگاه والیبال خاتم اردکان
باشگاه والیبال خاتم اردکان یک باشگاه والیبال ایرانی است که سال ۱۳۹۳ در اردکان با نام شفق تأسیس شد و در سال ۱۳۹۴ به لیگ برتر صعود کرد و با نام آرمان اردکان در لیگ برتر شرکت نمود.

## بازیکنان
۱-رایکو اشتروگر (پاسور اول)
2-امیرمحمد فلاحت خواه (پاسور دوم)
3-مصطفی عباسلو (مدافع وسط)
4-امیرحسین ناوی (دریافت کننده قدرتی زن)
5-اسماعیل طالبی (لیبروی اول)
6-رضا محمودآبادی (مدافع وسط)
7-فرهاد نظری افشار (دریافت کننده قدرتی زن)
8-سعید آقاجانی موزیرجی (دریافت کننده قدرتی زن)
9-مهدی رضایی (قطر پاسور)
10-محمد فلاح (دریافت کننده قدرتی زن)
11-فرهاد پیروت پور (قطر پاسور)
12-علی یوسف پور (مدافع وسط)
13-امیرصمدی (دفاع وسط)
14-پوریا نودوزپور (لیبروی دوم)

## افتخارات
- لیگ برتر ایران
  -  نائب‌قهرمانی (۱): ۱۳۹۶
- قهرمانی باشگاه‌های آسیا
  -  قهرمان (۱): ۲۰۱۸

## سازنده البسه
| لیگ   | سازنده البسه | اسپانسر پیراهن |
| ----- | ------------ | -------------- |
| ۱۳۹۴- | یوسف جامه    | بیمه آسیا      |